# Mémorial du Souvenir
Mémorial du Souvenir is een Frans museum met Operatie Dynamo als hoofdthema. 
Het museum is gevestigd in een vestingwerk dat werd gebouwd in 1874 om de kustverdediging bij Duinkerke te versterken. Het gebouw, Bastion 32, diende tijdens de Slag om Duinkerke en Operatie Dynamo als hoofdkwartier van de Franse en Britse krijgsmacht.
In het museum wordt aan de hand van kaarten, foto’s en geallieerd en Duits militair materieel de strijd en van de evacuatie van meer dan 338.000 geallieerde soldaten getoond.
Het museum is niet het gehele jaar geopend. 